# Allan Moffat
Allan Moffat OBE, född den 10 november 1939 i Saskatoon, Kanada, är en kanadensisk-australisk före detta racerförare, som har dubbelt medborgarskap.

## Racingkarriär
Moffat flyttade till Australien som ung student och blev kvar där som racerförare i diverse standardvagnsmästerskap. 1965 kom hans debut i ATCC, då han blev fyra totalt. 1970 började Moffat tävla permanent i Australien, och samma år kom även hans första racingtitel, då han blev mästare i det sydoceanska Touring Car-mästerskapet. 1971 blev Moffat tvåa i mästerskapet, vilket han följde upp med en tredjeplats året därpå, innan han blev mästare 1973. 1974 gav honom en andraplats, innan han vann Sebring 12-timmars tillsammans med Brian Redman innan han hade en totalt usel säsong på hemmaplan 1975. År 1976 vann han både det australiska sedanmästerskapet och ATCC, och den senare titeln återupprepade han 1977. Efter några dåliga säsonger efter det såg det ut som om Moffats karriär var över, men 1982 återvände han till toppen, då han blev trea i mästerskapet. 1983 tog han sin femte och sista titel, och tangerade Ian Geoghegans rekord på fem titlar, något som bara Mark Skaife lyckades med de närmsta 25 åren. Han racade mindre ofta efter det, men vann sitt sista seriösa race, ett 500 km-loppm på Fuji Speedway 1989.